# Anna selbdritt (Stralsund)
Dieses aus dem 13. Jahrhundert stammende Bildwerk Anna selbdritt steht in der Kirche St. Nikolai zu Stralsund. Sie zeigt die heilige Anna zusammen mit ihrer Tochter Maria und dem Christuskind.
Die Plastik ist die zweitälteste Skulptur der Kirche nach einer kleinen, thronenden Madonna aus Holz, die allerdings im Kulturhistorischen Museum der Stadt aufbewahrt wird. Sie steht seit 1938 in der zweiten Kapelle des nördlichen Chorumgangs der Kirche St. Nikolai.

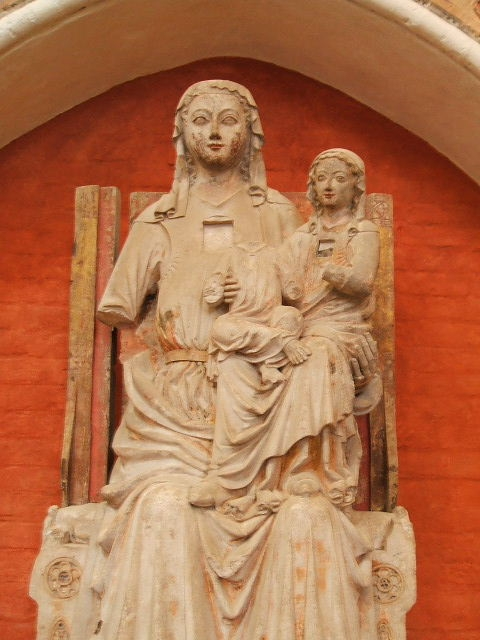
Anna selbdritt, Frontalansicht (2007)

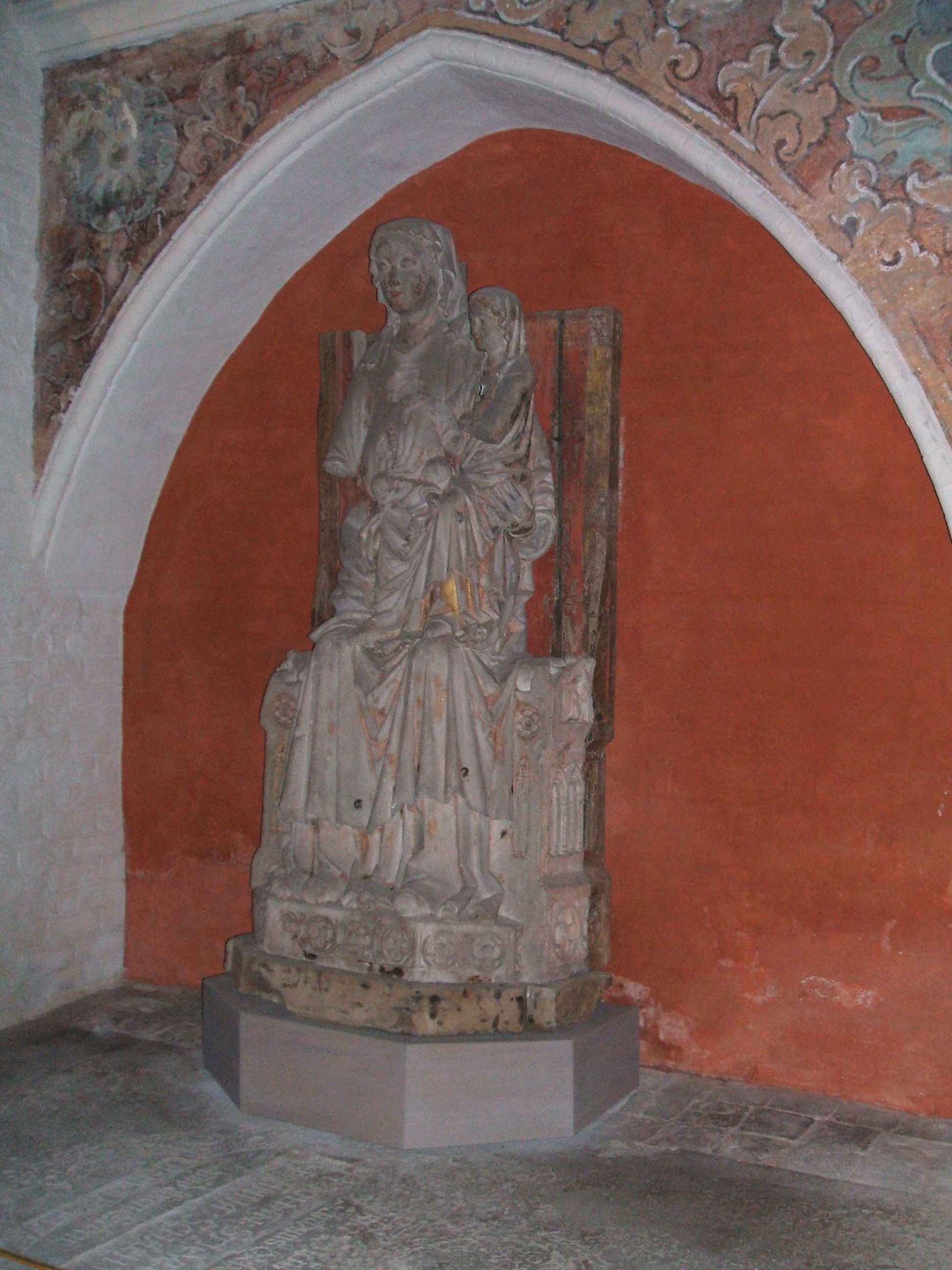
Anna selbdritt, Seitenansicht (2007)

## Beschreibung
Das Bildwerk der Anna selbdritt in der Stralsunder Nikolaikirche ist aus Stuck und Eichenholz und hat die Maße von 2,24 Metern Höhe, 1,07 Meter Breite und 0,67 Meter Tiefe. Es steht auf einer 0,30 Meter starken Bohle, welche wiederum auf einem polygonalen Betonsockel liegt. Das Figurenwerk bildet zusammen mit dem Thronsitz einen Stuckkörper mit einer angesetzten, aus Holz gefertigter Thronrückwand. Die Rückwand besteht aus einer Mittelbohle mit den Maßen 0,72 × 0,07 Meter und zwei deutlich schmaleren, seitlichen Bohlen, die die Thronpfosten bilden. Auf der Mittelbohle befindet sich ein aufgesetzter Zapfen, der – heute ohne Funktion – einst den Baldachin trug. Die Figurengruppe aus Stuck ist nicht voll ausgeführt, sondern an der Rückseite bis zur Schulterhöhe der Anna ausgehöhlt. Sie besteht aus hochgebranntem Estrichgips.
Die heilige Anna sitzt auf einem Thron, auf ihrem linken Arm trägt sie ihre Tochter Maria. Der Jesusknabe sitzt aufrecht, mit gekreuzten Beinen, auf ihrem Oberschenkel, mit der rechten Hand stützt sie seinen Rücken. Sowohl Anna als auch Maria tragen ein langärmliges Unterhemd und darüber einen Surcot und einen weiten Mantel. Über ihren Köpfen liegt jeweils ein leichtes Schleiertuch. Die Gesichtszüge der beiden Frauen sind sparsam, aber fein gezeichnet; Marias Kopf ist kleiner als der ihrer Mutter Anna. Beider Frauen Köpfe weisen Reste des Inkarnats auf. Der rechte Arm der Anna, die linke Hand der Maria sowie der Kopf, beide Unterarme und zwei Zehen am linken Fuß des Jesuskindes fehlen.
Aussparungen in den Oberkörpern der Anna und der Maria enthielten Reliquien. Diese wurden in goldenen Kästchen mit kristallenen Deckeln gezeigt.
Die Seitenlehnen des Throns sind mit Blendarchitektur in From von drei zweibahnigen, spitzbogigen Fenstern verziert. Erhaltene Farbreste deuten darauf hin, dass der Thron in Gold mit dunkelblauen Hintergründen gefasst war.
Der Thronsockel ist mit einem Fries geschmückt: Engelsbüsten im von einem Kreis gerahmten Vierpass sind durch je zwei Rosenblüten getrennt. Die Lehnen des Throns werden durch kniende Engel mit gespreizten Armen „gestützt“; beim Engel an der linken Thronwange fehlen der Kopf und ein Teil des Oberkörpers. Die Sockel der Thronwangen sind Engelsbüsten ähnlich derer auf dem Fries am Sockel versehen.

## Geschichte

### Entstehung
Die Plastik wurde aus Stuck und Holz gefertigt. Die Verzierungen am Holz wurden aus dem Holz herausgearbeitet. Der Stuckkörper wurde in Gusstechnik ausgeführt, worauf die Aushöhlung an der Rückseite hindeutet. Dabei wurde ein Rohkörper gegossen und dann bearbeitet. Der verwendete Estrichgips weist keine Verunreinigungen auf.
Die Ausmaße der Figur lassen zunächst vermuten, dass diese vor Ort in Stralsund gefertigt wurde, wobei der ausführende unbekannte Künstler zu der an der Nikolaikirche bestehenden Bauhütte gehört haben könnte. Jedoch lässt sich ein Zusammenhang nicht weiter herstellen; die Ausführung des erst später entstandenen Stuckwerks an den Chorpfeilern der Kirche in einem völlig anderen Stil, lässt eine Zugehörigkeit des Künstlers der Annenfigur zur Stralsunder Bauhütte unwahrscheinlich werden.
Lange Zeit wurde angenommen, dass das Bildwerk um 1300 gefertigt wurde. Diese Auffassung vertrat auch Otto Schmitt 1931. Die Nachforschungen und Vergleiche Juliane von Fircks' Ende der 1990er Jahre lassen eine frühere Entstehungszeit vermuten. Sie verortet die Entstehungszeit auf zwischen etwa 1260 und 1270 und begründet dies mit den erkennbaren Beziehungen der Figur zur französischen, insbesondere Reimser Kathedralskulpturkunst als auch mit der sächsischen Plastik, die durch den verwendeten äußerst reinen, wahrscheinlich aus Sachsen stammenden, Gips resultiert. Der recht starre Stil der Stralsunder Anna selbdritt lässt sich zudem an typischen deutschen Bildwerken aus der Zeit nach 1250 erkennen. Eine dendrochronologische Untersuchung des Eichenholzes erhärtet die Vermutung, dass das Bildwerk nach 1260 gefertigt wurde.

### Standort
Die Plastik stand zunächst über Jahrhunderte hinweg in der Annenkapelle der Nikolaikirche. Im „Ältesten Stralsundischen Stadtbuch (1270–1310)“ ist für das Jahr 1307 ein Wächter namentlich aufgeführt, der vor einem Annenbild sitzt und seitens der Provisoren der Kirche zu beköstigen sei. Dieses Stadtbuch, eine Sammlung von zeitgenössischen Rechtsbeschlüssen, führt im Jahr 1309 eine Annenkapelle (“capella sancte Anne”) auf. Fortan führt das Stadtbuch weiter namentlich Wächter des Annenbildes auf, denen jeweils ein lebenslanger Unterhalt seitens der Kirchenvorsteher zu gewähren sei. Aufgabe der Wächter war es, die Reliquien zu bewachen und Opfergaben (Geld und Naturalien) einzusammeln.
Die genannte Annenkapelle der Kirche befand sich wahrscheinlich an der Nordwestseite der Kirche in einem Vorgängerbau der jetzigen zweijochigen Vorhalle, in der sich das Portal zum Alten Markt öffnet. Die Kirchgänger, die vom Alten Markt aus die Kirche betraten, kamen somit auf ihrem Weg an der Annenkapelle und der dort befindlichen Annenfigur vorbei.
Im Jahr 1938 wurde sie an ihren heutigen Standort im nördlichen Chorumgang versetzt.

### Forschungsgeschichte
Die Plastik wurde im Jahr 1840 vom Historiker Franz Kugler in seiner Pommerschen Kunstgeschichte beschrieben:

„(...) findet sich eine kolossale, aus Stucco gearbeitete Gruppe (...). Sie stellt die heilieg Anna, die Mutter der Maria, vor, welche die Maria auf dem Schooße hält, sowie diese, in gleicher Stellung, das Christuskind auf ihrem Schooße trägt. Die Haltung der Figuren ist noch steif, die Verhältnisse nicht ganz naturgemäß, aber in der Anordnung der Gewandung zeigt sich auch hier ein edler Sinn und in den etwas breiten Gesichtern der Ausdruck einer eigenthümlichen Milde. Auch dies Werk, das leider etwas beschädigt ist, scheint noch dem vierzehnten Jahrhundert anzugehören.“

Schon wenige Jahre später gab es Bestrebungen, die Plastik wiederherzustellen und den fehlenden Kopf des Christuskindes sowie die fehlenden Glieder zu ergänzen. Der Provisorat der Nikolaikirche schlug dem Rat der Stadt mit einem Schreiben vom 22. März 1855 den Maler Eduard Holbein für die angestrebte Restaurierung vor. Ignaz von Olfers, Generaldirektor der Königlichen Museen zu Berlin, wandte sich 1856 mit einem Schreiben an den Leiter des Preußischen Ministeriums der geistlichen-, Unterrichts- und Medizinalangelegenheiten, Karl Otto von Raumer, in dem er vorschlug, die fehlenden Teile mit den damals neuartigen Mitteln zu bilden.

„Was die colossale Figur der heil. Anna aus Stein oder Stuck in der Nikolaikirche zu Stralsund betrifft, möchte ich ebenfalls für die Herstellung derselben stimmen, diese wird durch die Mittel, welche wir jetzt haben, steinharte Massen von jeder Färbung zu bilden, sehr erleichtert ...“

Dieses Vorhaben wurde nicht durchgeführt, was aus heutiger, kunsthistorischer Sicht einen Vorteil darstellt.
Der Stralsunder Stadtbaumeister Ernst von Haselberg beschrieb die Plastik 1902 kurz in seinem Inventarband Die Baudenkmäler des Regierungs-Bezirks Stralsund, in dem er auch erstmals einige Quellen zur Plastik in den Stadtbüchern der Stadt Stralsund aufführte.
Den ersten Aufsatz allein über die Stuckplastik verfasste Otto Schmitt, Professor für Kunstgeschichte an der Universität Greifswald, im Jahr 1931. Er ordnete die Plastik der Magdeburger Kunst zu und gab „um 1300“ als Entstehungszeit an.
Den genauen Standort der Plastik, die seit 1938 im Chorumgang stand, konnten jedoch weder Ernst von Haselberg noch Otto Schmitt verorten.
Später, in den 1930er bis 1960er Jahren, befassten sich auch die Kunsthistoriker Hans Wentzel und Nikolaus Zaske mit der Plastik der Anna selbdritt. Nikolaus Zaske nahm an, dass eine der Chorumgangskapellen der Anna geweiht gewesen sei.
Die Kunsthistorikerinnen Antje Grewolls und Juliane von Fircks beschäftigten sich Ende der 1990er Jahre erneut mit dem Kunstwerk; Juliane von Fircks verfasste Ende der 1990er Jahre umfassende Ausarbeitungen zu der bedeutenden Stuckplastik der Hochgotik. Antje Grewolls gelang es in ihrem Werk Die Kapellen der norddeutschen Kirchen im Mittelalter 1999, den Standort der Plastik vor ihrer Umsetzung 1938 zu lokalisieren.

## Trivia
Über Gerhart Hauptmann berichtet Arnold Gustavs, dass er sich gern die Plastik angesehen habe:

„In Stralsund wird eine alte Sandsteinskulptur aus dem 13. Jahrhundert aufbewahrt, das Standbild der Heiligen Anna Selbdritt; vor ihr stand der Dichter oft bewundernd und sagte, sie gleiche einer antiken Magna Mater, einer jener Urmütter, von der Ströme des Lebens ausgehen.“